# 1898
1898 (MDCCCXCVIII) je bilo navadno leto, ki se je po gregorijanskem koledarju začelo na soboto, po 12 dni počasnejšem julijanskem koledarju pa na četrtek.

## Dogodki
- 1. januar - z začetkom obratovanja prve mestne termoelektrarne se prične elektrifikacija Ljubljane.
- 13. januar - pariški časnik L'Aurore objavi Zolajevo odprto pismo »J'Accuse…!«, v katerem avtor obtoži francoskega predsednika krivične obravnave Alfreda Dreyfusa v aferi Dreyfus.
- 15. februar - v pristanišču Havane na Kubi v še vedno nepojasnjenih okoliščinah eksplodira in potone ameriška bojna ladja USS Maine in sproži špansko-ameriško vojno dva meseca kasneje.
- 16. marec - predstavniki petih kolonij na konferenci v Melbourneu sprejmejo ustavo, ki postane temelj Avstralske zveze.
- 26. marec - v Južni Afriki je ustanovljen rezervat za divjad Sabie, zdaj Narodni park Kruger.
- 25. april - špansko-ameriška vojna: Združene države Amerike razglasijo vojno proti Španiji; pri tem Kongres izjavi, da vojno stanje traja že od 21. aprila.
- 7.–9. maj - general Fiorenzo Bava Beccaris ukaže vojakom streljati na množico, ki protestira proti naraščajočim cenam hrane v Milanu, v pokolu je ubitih več sto protestnikov.
- 7. junij - kemika William Ramsay in Morris Travers odkrijeta neon.
- 9. junij - Združeno kraljestvo podpiše pogodbo s Kitajsko o 99-letnem najemu ozemlja Hong Konga.
- 12. junij - Filipini razglasijo neodvisnost od Španije.
- 21. junij - špansko-ameriška vojna: Združene države Amerike osvojijo Guam, svoje prvo čezmorsko ozemlje.
- 7. julij - Združene države Amerike priključijo Havaje.
- 20. avgust - v Švici je odprta gorska železniška proga Gornergrat med Zermattom in vrhom Gornergrat.
- 2. september - britansko-egiptovske sile pod vodstvom Horatia Kitchenerja porazijo sudansko plemensko vojsko v bitki pri Omdurmanu in vzpostavijo britansko dominacijo nad ozemljem današnjega Sudana.
- 10. september - italijanski anarhist Luigi Lucheni izvede atentat na avstrijsko cesarico Elizabeto v Ženevi.
- 21. september - kitajska cesarica-vdova Cixi izvede državni udar in konča obdobje reform mladega cesarja Guangšuja.
- 1. oktober - v novozgrajenem mariborskem Narodnem domu začne delovati Posojilnica.
- 10. december - s podpisom pariškega sporazuma se konča špansko-ameriška vojna; sporazum pomeni dokončen zaton Španskega imperija in začetek vzpona ZDA kot svetovne velesile.
- 26. december - Marie in Pierre Curie objavita odkritje radioaktivnega elementa radija.

### Neznan datum
- s prevzemi in združitvami prevzame podjetje Standard Oil Johna D. Rockefellerja nadzor nad 84 % ameriške nafte in večino cevovodov.
- ustanovljeno je Kmetijsko kemijsko preskuševališče za Kranjsko, predhodnik današnjega Kmetijskega inštituta Slovenije.

## Rojstva
- 11. februar - Leó Szilárd, madžarsko-ameriški fizik († 1964)
- 14. februar - Fritz Zwicky, švicarski astronom († 1974)
- 4. marec - Georges Dumézil, francoski filolog in zgodovinar († 1986)
- 23. marec - Louis Adamič, slovensko-ameriški pisatelj, prevajalec († 1951)
- 3. maj - Golda Meir, izraelska predsednica vlade († 1978)
- 17. maj - Lama Anagarika Govinda (Ernst Lothar Hoffman), nemški tibetanski budistični filozof († 1985)
- 19. julij - Herbert Marcuse, nemško-ameriški sociolog, filozof († 1979)
- 27. julij - Mihail Agejev, ruski pisatelj († 1973)
- 29. julij - Isidor Isaac Rabi, ameriški fizik avstrijskega rodu, nobelovec 1944 († 1988)
- 5. avgust - Piero Sraffa, italijanski ekonomist († 1983)
- 26. avgust - Peggy Guggenheim, ameriška zbiralka umetnin († 1979)
- 3. oktober - Ivan Kern, slovenski admiral († 1991)
- 12. november - Leon Štukelj, slovenski telovadec, olimpionik († 1999)
- 22. december - Vladimir Aleksandrovič Fok, ruski fizik, matematik († 1974)
- 28. december - Carl-Gustav Arvid Rossby, švedsko-ameriški meteorolog († 1957)

## Smrti
- 14. januar - Lewis Caroll, angleški pisatelj, matematik (* 1832)
- 12. marec - Johann Jakob Balmer, švicarski fizik, matematik (* 1825)
- 27. marec - Ahmed Khan, indijski islamski družbeni reformator (* 1817)
- 30. julij - Otto von Bismarck, nemški državnik, kancler (* 1815)
- 28. november - Conrad Ferdinand Meyer, švicarski pisatelj (* 1825)
- 29. december - Janez Šubic starejši, slovenski slikar (* 1830)